# Kim Malthe-Bruun

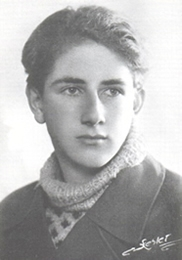
Kim Malthe-Bruun

Kim Malthe-Bruun (* 8. Juli 1923 in Edmonton, Kanada; † 6. April 1945 in Ryvangen, Kopenhagen, Dänemark) war ein Schiffsjunge und Leichtmatrose sowie Mitglied der dänischen Widerstandsbewegung gegen die Nationalsozialisten. Er hinterließ zahlreiche Tagebuchaufzeichnungen und Briefe.

## Leben
Seine Eltern Erik Friis-Hansen und Vibeke Malthe-Bruun waren nach Kanada ausgewandert, um in der Gegend von Edmonton eine Farm zu betreiben. Dänemark lernte Kim erstmals auf einem Heimaturlaub mit seinen Eltern vom Dezember 1925 bis Juni 1926 kennen. In dieser Zeit wurde am 20. Februar seine Schwester Ruth geboren. Kim Malthe-Bruun kam im Alter von neun Jahren nach Dänemark und wohnte zunächst bei seiner Tante Anna Ida »Nitte« Bruun in Hellerup. Danach lebte er bis Juni 1940 fünf Jahre im Internat Stenhus, wo er seinen Realschulabschluss machte, darauf folgte ein kurzer Landdienst.

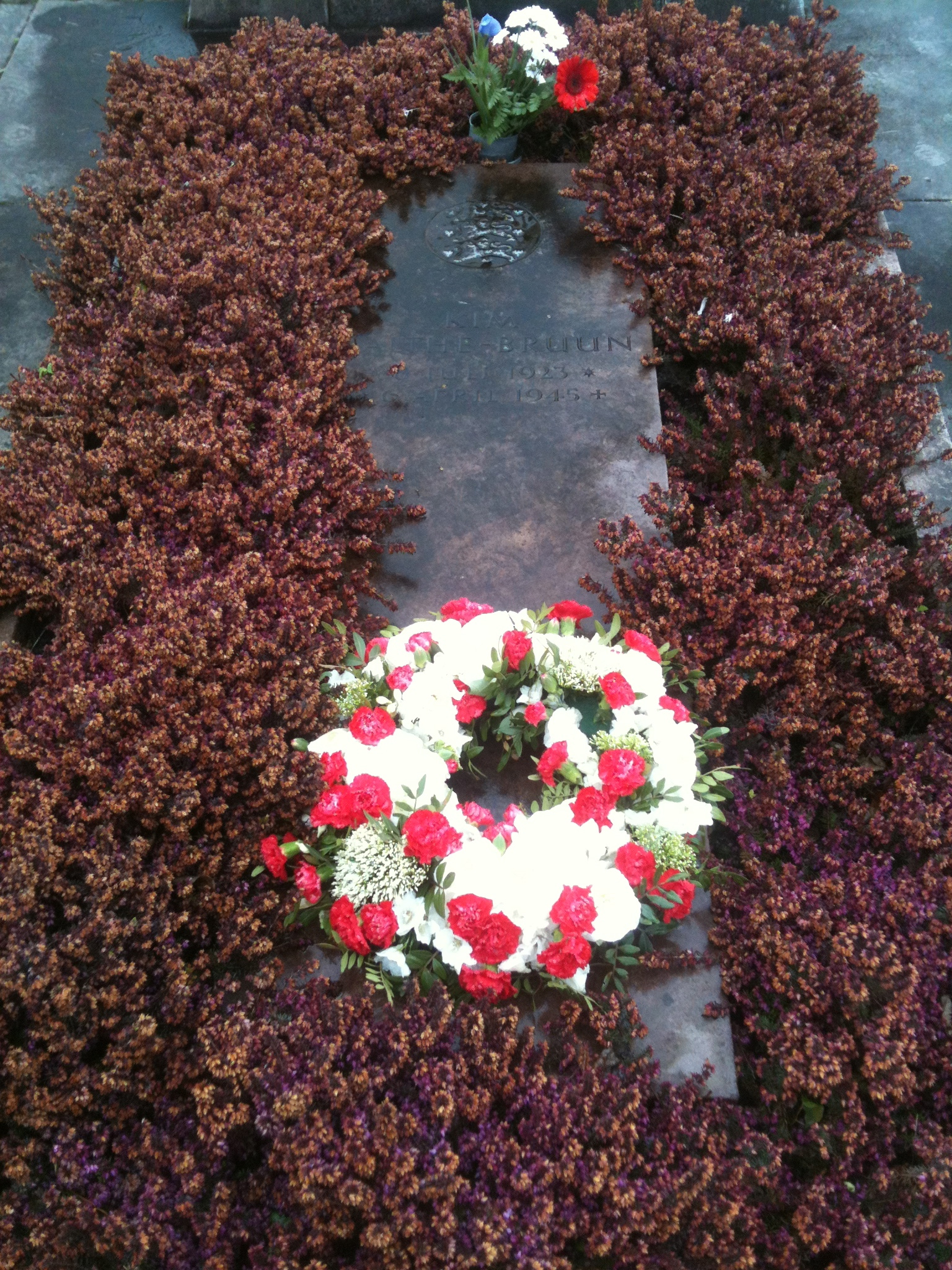
Malthe-Bruuns Grab im Gedenkhain in Ryvangen

Von August 1940 bis März 1941 besuchte er die Seemannsschule der Reederei Lauritzens in Svendborg, einen Monat später wurde er auf einem Dreimastschoner angeheuert. Im August 1942 begann er einen einjährigen Vorbereitungskurs zur Aufnahme an die Seeoffiziersschule, hier schloss er sich während des Zweiten Weltkrieges einer Gruppe des Dänischen Widerstands an. Ab August/September 1943 widmete er seine ganze Arbeitskraft dem Widerstand, zeitgleich mit der Verhängung des Ausnahmezustands und der beginnenden Deportation der dänischen Juden. So versenkten die Seeleute der dänischen Marine unmittelbar nach Beginn des Ausnahmezustands 29 ihrer eigenen Schiffe, damit sie nicht in die Hände der Deutschen fielen. Kim Malthe-Bruun wurde im Dezember 1944 verhaftet, gefoltert, und wegen Waffenschmuggels und aufgrund der Verschleppung eines Zollbootes nach Schweden zum Tod durch Erschießen verurteilt. Er wurde am 6. April des letzten Kriegsjahres hingerichtet, vier Wochen vor Kriegsende. Gleichzeitig mit ihm wurden Peter Fyhn (1920–1945), Ludvig Alfred Otto Reventlow (1916–1945), sowie Jörgen Frederik Winther (1917–1945) von der SS ermordet. Die Juristen, die sie verurteilten, wurden nie zur Rechenschaft gezogen. Die sterblichen Überreste Kim Malthe-Bruuns wurden nach dem Krieg exhumiert und im Gedenkhain in Ryvangen beigesetzt.
Malthe-Bruuns Gefühle und Handlungen während seiner Zeit des Widerstands sowie nach der Verurteilung sind durch zahlreiche anrührende Briefe an seine Mutter Vibeke Malthe-Bruun, an seine Tante »Nitte« und an seine Freundin Hanne und in Tagebuchaufzeichnungen dokumentiert, die nach 1945 in mehrere Sprachen übersetzt wurden und in Buchausgaben erschienen, 1949 erstmals – mit einer einzigen Auflage – auch auf Deutsch beim Verlag Ernst Reinhardt in München. Eine Lizenzausgabe erschien 1963 auch in der DDR.

## Ehrungen
- Seit 1966 befindet sich im Foyer der Lichtenbergschule in Darmstadt eine Gedenktafel. Diese Arbeit stammt von Bernd Krimmel.